# 이지원 (축구 선수)
이지원(1996년 6월 8일 ~ )는 대한민국의 축구 선수로, 현재 서울 중랑 축구단 왼쪽 측면 미드필더, 오른쪽 측면 미드필더, 왼쪽 윙어이다. 2023년 이경민에서 현재의 이름인 이지원로 개명하였다.